# Caphornia ochricraspia
Caphornia ochricraspia är en fjärilsart som beskrevs av George Francis Hampson 1911. Caphornia ochricraspia ingår i släktet Caphornia och familjen nattflyn. Inga underarter finns listade i Catalogue of Life.